# The Clinton Chronicles
The Clinton Chronicles: An Investigation into the Alleged Criminal Activities of Bill Clinton ist ein 85-minütiger Dokumentarfilm aus dem Jahr 1994 von Patrick Matrisciana mit verschwörungstheoretischem Inhalt. In dem Film wurde der damalige US-Präsident und ehemalige Gouverneur von Arkansas, Bill Clinton, mehrerer Verbrechen und unethischer Handlungen beschuldigt. In einigen Fällen wird auch sein unmittelbares Umfeld und seine Frau Hillary Clinton mitbeschuldigt. Die Behauptungen des Films sind umstritten; einige wurden abgelehnt, während andere weiterhin diskutiert werden. Die in dem Film erhobenen Vorwürfe der Untreue und der sexuellen Belästigung wurden später auch von den Mainstream-Medien aufgegriffen und in einigen Fällen bestätigt. Jahre nach der Veröffentlichung des Films zahlte Clinton einen außergerichtlichen Vergleich, um die von Paula Jones in dem Film erhobenen Vorwürfe beizulegen.

## Entstehung des Films
Das Video wurde von einer Gruppe namens Citizens for Honest Government aus Westminster, Kalifornien produziert. Die Gruppe hat finanzielle Verbindungen zu Patrick Matrisciana und zu Larry Nichols, der auch im Film als Hauptankläger gegen Clinton auftritt. Nichols arbeitete in den 1980er Jahren für die Arkansas Development Finance Authority und wurde 1988 von Bill Clinton entlassen, da er nicht autorisierte Telefonanrufe nach Mittelamerika getätigt haben soll. Laut Medienberichten soll er mit den Contras in Nicaragua in Verbindung gestanden haben. Der Film wurde mithilfe von Pastor Jerry Falwell vertrieben, der auch in dem Film auftritt, ihn mitfinanzierte und ihm seinen Anhängern empfahl.
Die Produzenten waren in die Kritik geraten, nachdem bekannt geworden war, dass einige der in dem Dokumentarfilm auftretenden Personen für ihren Auftritt bezahlt worden waren. Der Regisseur gab die Zahlungen zu, bestritt aber, dass er bezahlte Teilnehmer angewiesen hatte, etwas Falsches zu sagen.

## Inhalt
Der Film wurde kurz nach der Wahl Clintons zum Präsidenten produziert und liefert Hintergrundinformationen zu einer Reihe von Verschwörungstheorien im Zusammenhang mit dem damaligen Präsidenten Bill Clinton. Einige dieser Theorien gehen auf Clintons Amtszeit als Gouverneur von Arkansas zurück. Zu den im Film aufgestellten Anschuldigungen gegenüber Clinton gehören:
- Der Konsum von Kokain während seiner Amtszeit als Gouverneur
- Außereheliche Affären mit knapp 100 Frauen während seiner Amtszeit und sexuelle Belästigung
- Troopergate, der Einsatz von Beamten der Staatspolizei von Arkansas, um sexuelle Beziehungen zu erleichtern und Ankläger einzuschüchtern
- Veruntreuung von Geldern der Arkansas Development Finance Authority
- Nutzung der Bank of Credit und Commerce International zur Geldwäsche
- Profitieren vom Drogenschmuggel am Flughafen von Mena
  - Schutz der Drogenschmuggelaktivitäten von Barry Seal
  - Ermordung von Zeugen der Drogenschmuggeloperation in Mena
  - Vertuschung der Umstände des Todes von Kevin Ives und Don Henry, die in der Nähe des Flughafens tot auf Bahngleisen gefunden wurden
  - Schutz eines staatlichen Gerichtsmediziners, der wiederholt beschuldigt wurde, bei mehreren Autopsien falsche Angaben zu Todesursache gemacht zu haben
- Die Whitewater-Kontroverse
- Vertuschung der Ursache für den Tod von Vince Foster
- Nutzung von Kontakten in der Anwaltskanzlei Rose zur Vernichtung von Dokumenten, die Clinton in Skandale verwickelt hätten

## Kritik
Die Washington Post bezeichnete das Video als „bizarren und unbegründeten Dokumentarfilm“ und die New York Times sprach von einem schlecht dokumentierten „Sammelsurium manchmal verrückter Anschuldigungen“. Der linksliberale Salon warf den Machern vor, eine umfangreiche Anti-Clinton-Propaganda-Kampagne orchestriert zu haben, wohinter der Autor den fundamentalistischen Prediger und Clinton-Gegner Jerry Falwell vermutete.

## Nachwirkungen
Der Film trug dazu bei, die Clinton-body-count-Verschwörungstheorie über angebliche politische Morde der Clintons populär zu machen. Die unter den Anhängern der Republikanischen Partei in den 1990er Jahren verbreitete extreme Abneigung gegen Bill und Hillary Clinton wurde als Clinton crazies bezeichnet, wozu der Film beitrug. Der Film soll als VHS-Kassette knapp 150.000-mal verkauft worden sein und wurde von den Machern an alle Mitglieder des Kongress der Vereinigten Staaten geschickt.
Die New York Times befragte einige der Teilnehmer des Films nach dessen Ausstrahlung zu weiteren Entwicklungen. Gary Parks, der in einem Segment des Films auftrat, in dem er die verdächtigen Umstände des Todes seines Vaters erörterte, der Clintons Frauengeschichten untersuchte, gab zu, dass er einige Details in dem Film falsch wiedergegeben habe, er glaube aber immer noch, dass sein Vater aus politischen Gründen getötet wurde. Linda Ives, die Mutter von Kevin Ives, erklärte, dass ihr Interesse an der Teilnahme an dem Film darin bestand, das Rätsel um den Tod ihres Sohnes zu lösen, und zeigte sich besorgt darüber, dass ihre Kommentare für politische Zwecke verwendet wurden. Bill Duncan, ein ehemaliger IRS-Agent, der die Anschuldigungen gegen Mena untersuchte, bedauerte, in dem Film mitgewirkt zu haben, und erklärte: „Ich hätte nicht freiwillig mitgemacht, wenn ich gewusst hätte, wo das Material am Ende landen würde“.
Eine Reihe der in The Clinton Chronicles erwähnten Vorfälle wurde auch nach der Veröffentlichung des Films weiter untersucht. Paula Jones, die in dem Film auftrat und Clinton beschuldigte, sie belästigt zu haben, verklagte den Präsidenten wegen sexueller Belästigung. Der Präsident zahlte Jones 850.000 Dollar, um den Fall außergerichtlich beizulegen. Der Sonderstaatsanwalt Ken Starr wurde beauftragt, eine Reihe der im Film erwähnten Vorfälle zu untersuchen. Während der Starr-Bericht Clinton der Behinderung der Justiz bei der Vertuschung einer Affäre beschuldigte und andere Beteiligte an der Whitewater-Kontroverse angeklagt und verurteilt wurden, lehnte es Starr ab, eine Anklage gegen Clinton im Zusammenhang mit Whitewater zu empfehlen, und entlastete Clinton hinsichtlich einer Beteiligung am Tod von Vince Foster.
Im Rahmen von Hillary Clintons Präsidentschaftskandidatur 2015 wurde ein neuer Film mit dem Namen The New Clinton Chronicles auf YouTube veröffentlicht. Larry Nichols trat hier erneut auf.